# قدرت دوگانه

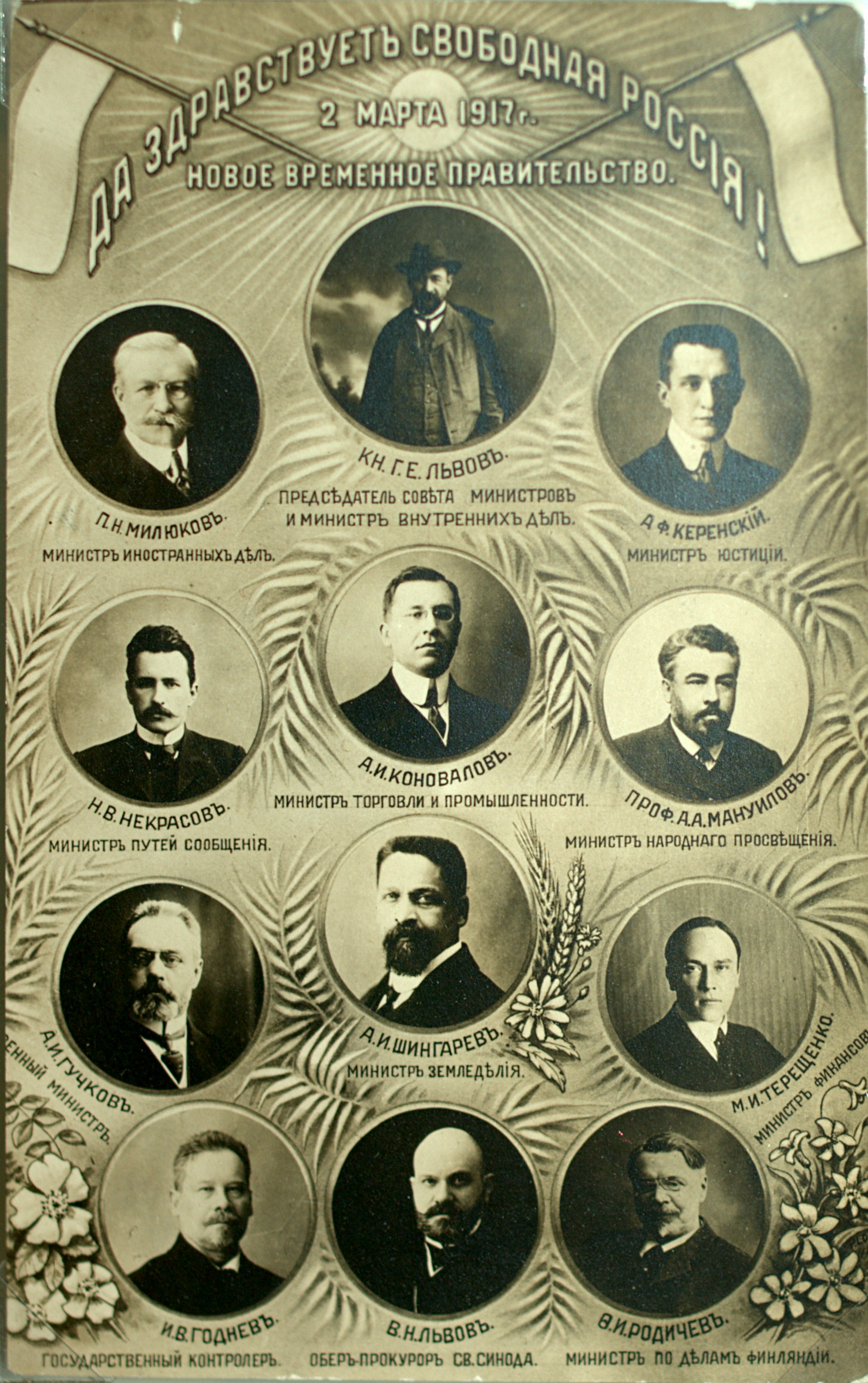
قدرت دوگانه

"قدرت دوگانه" (روسی: Двоевластие، آوانگاری Dvoyevlastiye; انگلیسی: Dual Power) یکی از اصطلاحات مرسوم در ایدئولوژی کمونیسم است که توسط رهبر بولشویک، لنین (۱۸۷۰–۱۹۲۴)، به کار گرفته شد. این اصطلاح موقعیت موجود پس از انقلاب فوریه، که اولین انقلاب از دو انقلاب روسیه در سال ۱۹۱۷ میلادی است، را توضیح می‌دهد. در این دوره دو قدرت با یکدیگر ادغام شدند و برای مشروعیت رقابت کردند: شوراها (شوراهای کارگری)، به ویژه شورای پتروگراد، و دستگاه نظارت رسمی دولتی دولت موقت سوسیالیست‌های دموکراتیک.
قدرت دوگانه در واقع یعنی در کنار حکومت موقت، یا حکومت بورژوازی، حکومت دیگری تشکیل یافته که گرچه هنوز ضعیف و در حالت جنینی است ولی به هر حال موجودیت عملی دارد.
این استراتژی در انقلاب‌های بعدی کمونیسم هم تکرار شد و انقلاب کمونیستی چین در سال ۱۹۴۹ توسط مائو تسه‌تونگ (۱۸۹۳–۱۹۷۶) پس از جنگ داخلی چین (۱۹۲۷–۱۹۳۱ و ۱۹۴۶–۱۹۴۹) و در اروپای شرقی پس از جنگ جهانی دوم (۱۹۳۹–۱۹۴۵) و رخدادهای چکسلواکی، که پس از سه سال کشمکش ارتش سرخ به پیروزی دست یافت.